# Uttersberg

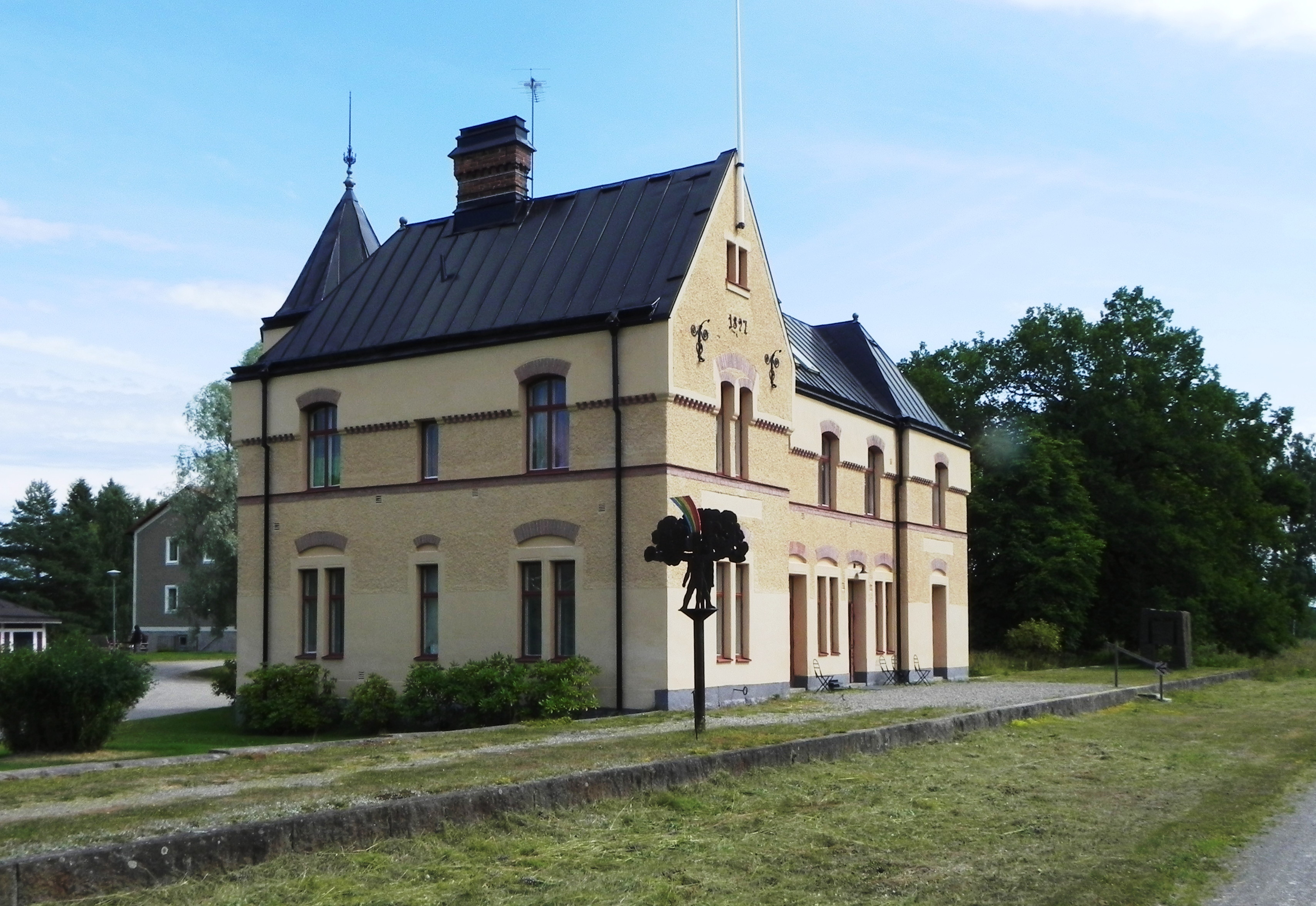
Uttersbergs gamla stationshus

Uttersberg är ett samhälle i Skinnskattebergs socken och kommun i Västmanland, Västmanlands län. Uttersbergs bruksmiljö och skulpturpark ingår i Ekomuseum Bergslagen.

## Bruket

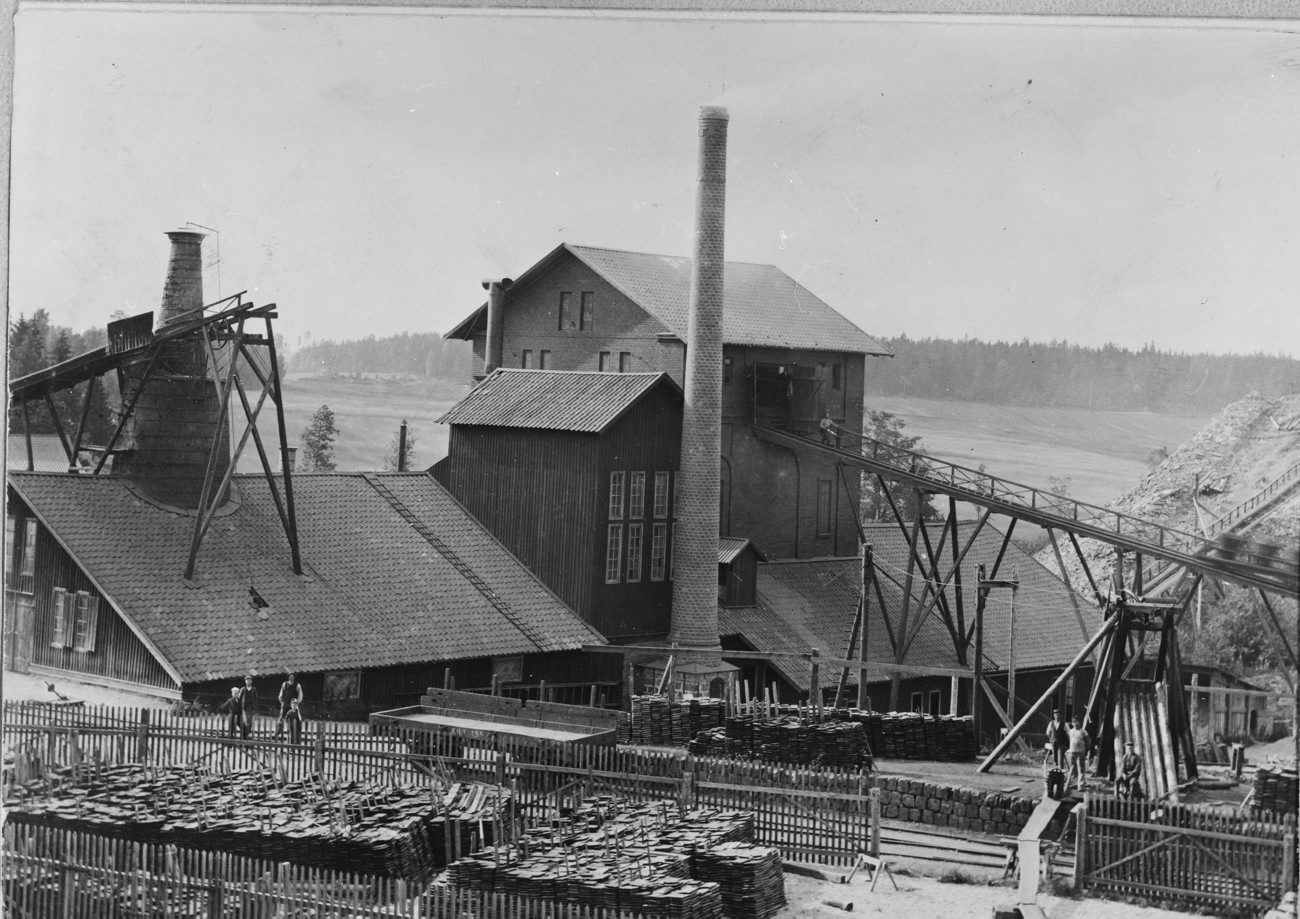
Uttersbergs bruk ca 1918.

Innan Uttersberg namngivits fanns redan i slutet av 1500-talet i Hedströmmen en hammarsmedja kallad Flodhammar. Vid slutet av 1600-talet köptes Flodhammar och Östanfors hammare av Assessor Johan Utterklo. Han betraktas som grundläggaren av Uttersbergs bruk som då bestod av de båda hamrarna. I Östanfors utvecklades och uppfördes hammare, sågverk och kvarn. Från mitten av 1800-talet uppfördes en ny kvarn och en turbinsåg med kantverk. Järnvägen söderut från Uttersberg till Köping var färdig för trafik 1866. 
Bruket förvärvades 1873 av ett konsortium som utvecklade och moderniserade anläggningen 1874. Järnvägen utökades med ett stickspår till Östanfors. Dammen höjdes. Bruket uppförde och drev hammare, sågverk, kvarn, masugn, anrikningsverk och gjuteri. 
Järnvägen norrut från Uttersberg till Riddarhyttan öppnades för trafik 1880.
I Flodhammar byggdes en städslip, ett stampverk, lerkran (lerknådare) och kolhus. År 1876 beslöt man att övergå till lancashiresmide och anlade tre lancashirehärdar med vällugn och utsträckningsverk, bestående av en tvärräckare och tre vanliga räckhammare.
Malmen från egna gruvor var nu inte längre tillräcklig utan andelar i Grängesbergsgruvan och Pershyttan köptes. Konjunkturerna hade försämrats från år till år.
Bolaget fick ekonomiska problem och ombildades 1894. Skog såldes av. Kohlswa Jernverks AB gick in som delägare. Utterbergs Bruks Aktiebolag bildades 1898. Gjuteriet utvidgades med en kupolugn. Från 1904 tillverkades kokillgjutna valsar.
Flodhammar lades ner 1901.
I början av 1900-talet genomfördes en länge planerad modernisering av hyttan.
Ett vattenkraftverk byggdes 1906 vid Östanforsfallet i Hedströmmen. Det är fortfarande i drift.
Lönsamheten blev allt sämre och bruket stängde på 1920-talet.
Av Uttersberg bruk och hytta finns kvar ruiner efter kolhus och smedja samt vattenkanal, stall, ladugård, mejeri, arbetarbostäder och herrgården. På platsen för herrgårdsbyggnaden fanns en större byggnad som troligen uppfördes i början av 1600-talet. Nuvarande herrgård stod färdig 1836, byggherren var brukspatron Johan Henrik Wegelin.

## Järnvägen
Orten hade tidigare järnvägsförbindelse, ursprungligen genom järnvägsbolagen KUJ (Köping-Uttersbergs Järnväg), URJ (Uttersberg-Riddarhyttans Järnväg) som senare gick samman till KURJ (Köping-Uttersberg-Riddarhyttans Järnväg). Järnvägen hade den ovanliga spårvidden 1 093 millimeter. Sista persontåget gick 1952 och godstrafiken upphörde 1968. Den tidigare järnvägsstationen i Uttersberg ritades av Theodor Dahl och invigdes 1897. Stationen är nu del av Galleri Astley.

## Konstgalleri
På det tidigare bangårdsområdet är Galleri Astley inrymt. Där finns bland annat en Haida-totempåle i skulpturparken, som ligger längs den gamla bangården och innehåller ett 30-tal skulpturer i varierande material. Sommartid genomförs där evenemanget "Jazz på perrongen", vilket genomförs i ett av Sveriges fåtal akustiska naturreservat.

## Bildgalleri

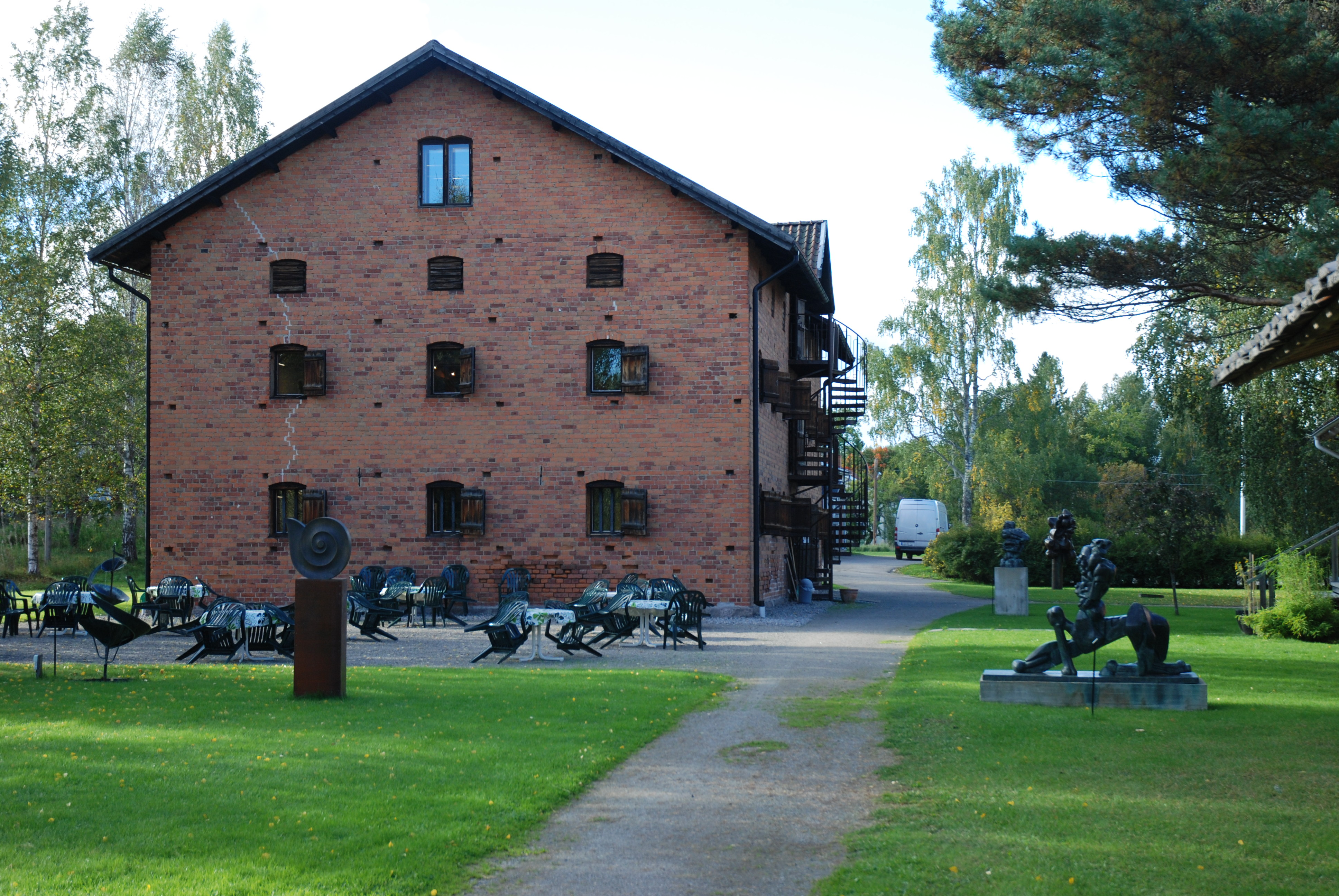
Magasinsbyggnaden, numera Galleri Astley
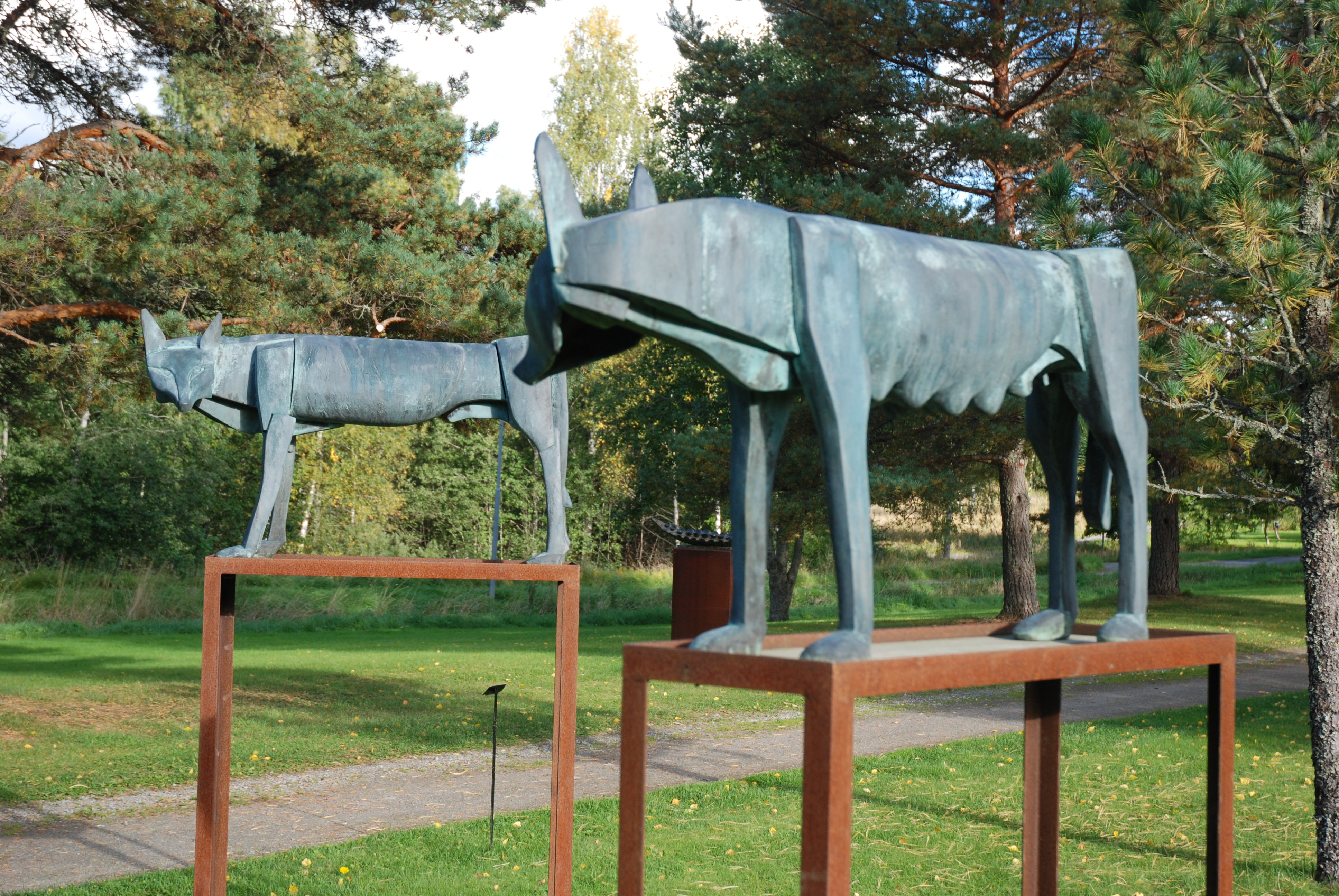
Lenny Clarhälls Ulf och Ylva
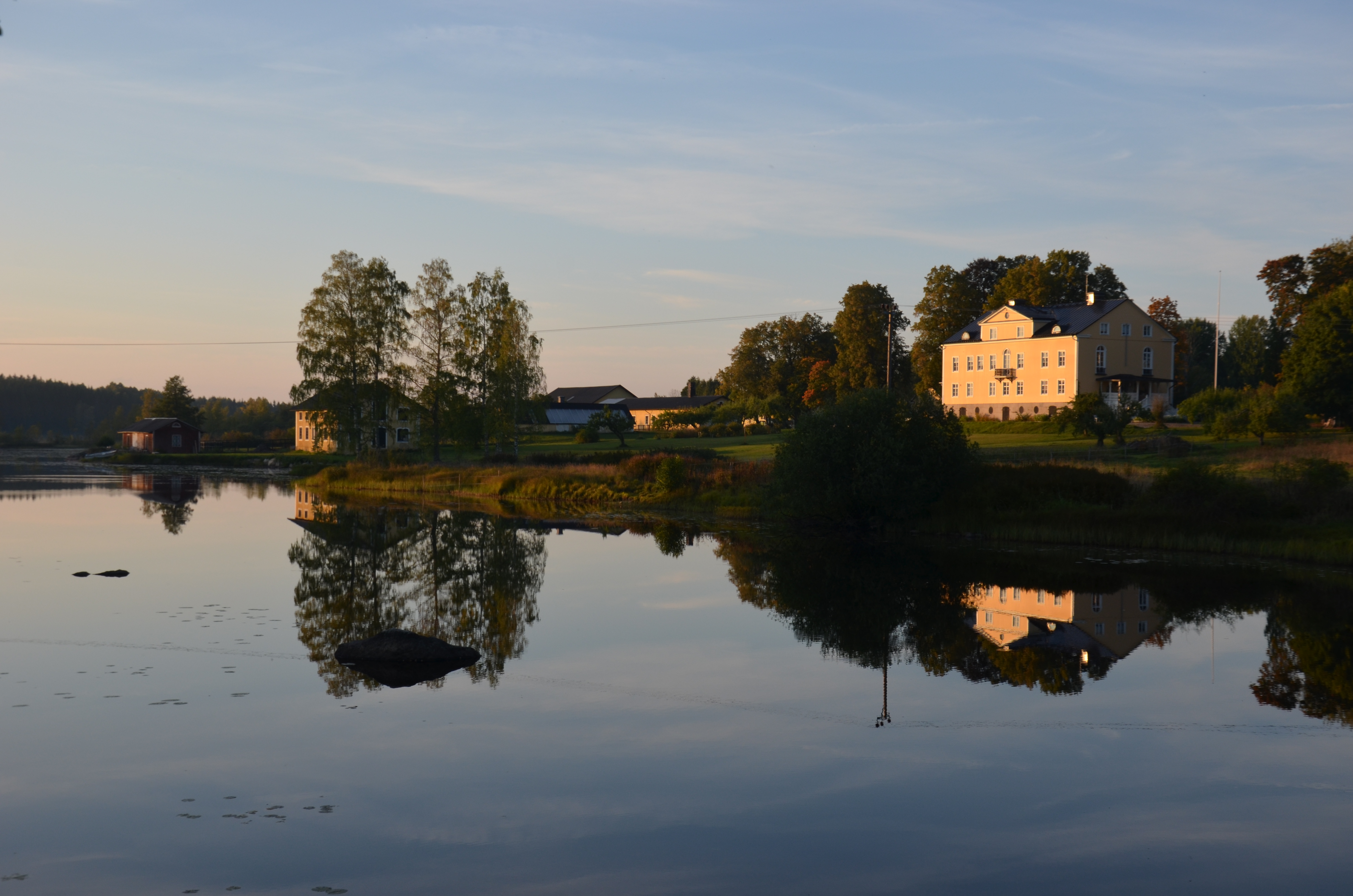
Uttersbergs herrgård